# Gertjan van der Linden
Gertjan van der Linden (Dordrecht, 4 november 1966) is een voormalig paralympisch sporter. Op vierjarige leeftijd heeft hij door een noodlottig ongeval op eerste pinksterdag 1971, spelende op een bedrijfsterrein in zijn toenmalige woonplaats Ridderkerk, beide onderbenen verloren. Hij specialiseerde zich aanvankelijk in zwemmen, maar ging later over op rolstoelbasketbal en niet zonder succes. 
Van der Linden deed al op 13-jarige leeftijd als wedstrijdzwemmer mee voor Nederland aan de Paralympische Zomerspelen 1980 te Arnhem, daarna is Van der Linden gaan basketballen en in die sport uitgekomen op vijf achtereenvolgende Paralympische Spelen (1988, 1992, 1996, 2000 (op deze spelen was hij vlaggendrager tijdens de openingsceremonie) en 2004). Voor het Nederlands team heeft hij 525 interlands gespeeld. Daarna is hij coach geworden van het Nederlands rolstoelbasketbal team. De laatste jaren met het team ongeslagen op 8 eind toernooien. EK 2017, WK 2018, EK 2019, Paralympische Spelen 2020, EK 2021, WK 2022,  EK 2023 en Paralympische Spelen 2024. 
Op 26 april 2002 is hij benoemd tot Ridder in de Orde van Oranje-Nassau. De versierselen werden uitgereikt door staatssecretaris Margo Vliegenthart.
In het dagelijks leven is hij nu Directeur van Stichting BEN, Basketball Experience NL en bondscoach van het Nederlands vrouwenrolstoelbasketbalteam.
Eind 2024 kreeg het Centrum Veilige Sport Nederland meldingen van grensoverschrijdend gedrag over een langere periode door Van der Linden. De Nederlandse Basketball Bond was geschokt door de omvang en aard van de meldingen, stelde Van der Linden op non-actief en kondigde een onafhankelijk onderzoek aan. Van der Linden werd daarna coach van de rolstoelbasketballers in Italië.

## Onderscheidingen
| 1981 | Sportman Ridderkerk, prestatie zwemmen |
| 1988 | Sportman Ridderkerk, prestatie rolstoelbasketbal                                                                                          |
| 1990 | Uitgeroepen tot meest waardevolle speler Europacup                                                                                        |
| 1991 | Uitgeroepen tot beste rolstoelbasketballer van de wereld door de FIBA Uitgeroepen tot meest waardevolle speler Europacup                  |
| 1992 | Sportman Zwijndrecht, prestatie rolstoelbasketbal                                                                                         |
| 1993 | Uitgeroepen tot meest waardevolle speler (MVP) EK Berlijn Uitgeroepen tot meest waardevolle speler Europacup St. Joris Penning Ridderkerk |
| 1996 | Sportsman European Union |
| 1996 | Uitgeroepen tot meest waardevolle speler Europacup                                                                                        |
| 1998 | Uitgeroepen tot meest waardevolle speler (MVP) WK Sydney                                                                                  |
| 2000 | Coach van het jaar NBB, Eredivisie vrouwen                                                                                                |
| 2000 | Audrey Hepburn trofee |
| 2002 | Ridder in de Orde van Oranje-Nassau |
| 2009 | Rob Verheuvel Award |
| 2012 | Ereburger van Hendrik-Ido-Ambacht |
| 2020 | VWS beeld Chapeau voor prestatie 2020 goud PS Tokio                                                                                       |

## Erelijst (selectie)
Zwemmen
| Kampioenschap            | 1977                                                | 1978                                                | 1979                                                | 1980                                                | 1981                                                |
| ------------------------ | --------------------------------------------------- | --------------------------------------------------- | --------------------------------------------------- | --------------------------------------------------- | --------------------------------------------------- |
| Nederlands kampioenschap | 100 m rugslag · 100 m schoolslag · 100 m vrije slag | 100 m rugslag · 100 m schoolslag · 100 m vrije slag | 100 m rugslag · 100 m schoolslag · 100 m vrije slag | 100 m rugslag · 100 m schoolslag · 100 m vrije slag | 100 m rugslag · 100 m schoolslag · 100 m vrije slag |
| Paralympische Spelen     |                                                     |                                                     |                                                     | 300 m estafette                                     |                                                     |

Nederlands rolstoelbasketbalteam
| Kampioenschap                        | 1980 | 1985  | 1987   | 1988   | 1989   | 1991   | 1992 | 1993 | 1995  | 1998   | 1999  | 2000   | 2001   | 2003   | 2004 | 2005            | 2010 | 2012  | 2013 | 2014  | 2015   | 2016  | 2017 | 2018 | 2019 | 2020 | 2021 | 2022 | 2023 | 2024 |
| ------------------------------------ | ---- | ----- | ------ | ------ | ------ | ------ | ---- | ---- | ----- | ------ | ----- | ------ | ------ | ------ | ---- | --------------- | ---- | ----- | ---- | ----- | ------ | ----- | ---- | ---- | ---- | ---- | ---- | ---- | ---- | ---- |
| Paralympische Spelen                 | Goud |       |        | Zilver |        |        | Goud |      |       |        |       | Zilver |        |        | 4e   | start als coach |      | Brons |      |       |        | Brons |      |      |      | Goud |      |      |      | Goud |
| Wereldkampioenschap                  |      | Brons |        |        |        |        |      |      |       | Zilver |       |        |        |        |      | start als coach |      |       |      | Brons |        |       |      | Goud |      |      |      | Goud |      |      |
| Europese kampioenschap               |      |       | Zilver |        | Zilver | Zilver |      | Goud | Brons |        | Brons |        | Zilver | Zilver |      | start als coach |      |       | Goud |       | Zilver |       | Goud |      | Goud |      | Goud |      | Goud |      |
| Europese kampioenschap B Landen 2010 |      |       |        |        |        |        |      |      |       |        |       |        |        |        |      | start als coach | Goud |       |      |       |        |       |      |      |      |      |      |      |      |      |

Rolstoelbasketbal in clubverband
| Club (periode)                         | Jaar | Landskampioen | Bekerwinnaar | Europacup |
| -------------------------------------- | ---- | ------------- | ------------ | --------- |
| Frisol / Rowic Dordrecht (1978-1986)   | 1979 | Goud          | Goud         | Goud      |
| Frisol / Rowic Dordrecht (1978-1986)   | 1980 | Goud          | Goud         | Zilver    |
| Frisol / Rowic Dordrecht (1978-1986)   | 1986 |               | Goud         |           |
| Racing / Rowic Dordrecht (1986-1990)   | 1987 | Goud          | Goud         | Goud      |
| Racing / Rowic Dordrecht (1986-1990)   | 1988 | Goud          | Goud         | Goud      |
| Racing / Rowic Dordrecht (1986-1990)   | 1989 | Goud          | Goud         | Zilver    |
| Racing / Rowic Dordrecht (1986-1990)   | 1990 | Goud          | Goud         | Goud      |
| BC Verkerk Zwijndrecht (1990-1996)     | 1990 | Goud          | Goud         | Goud      |
| BC Verkerk Zwijndrecht (1990-1996)     | 1991 | Goud          | Goud         | Goud      |
| BC Verkerk Zwijndrecht (1990-1996)     | 1992 | Goud          | Goud         | Goud      |
| BC Verkerk Zwijndrecht (1990-1996)     | 1993 | Goud          | Goud         | Goud      |
| BC Verkerk Zwijndrecht (1990-1996)     | 1994 | Goud          |              | Brons     |
| BC Verkerk Zwijndrecht (1990-1996)     | 1995 | Goud          | Goud         | Goud      |
| BC Verkerk Zwijndrecht (1990-1996)     | 1996 | Goud          |              | Goud      |
| OSC Osnabrück (1996-1997)              | 1997 | Goud          | Goud         |           |
| Antilope Utrecht (1997-1998)           | 1998 | Goud          | Goud         |           |
| OSC Osnabrück (1999-2000)              | 1997 |               |              |           |
| Eastwood Tigers Oosterhout (2000-2005) | 2001 | Goud          | Goud         |           |
| Eastwood Tigers Oosterhout (2000-2005) | 2002 | Goud          | Goud         |           |
| Eastwood Tigers Oosterhout (2000-2005) | 2003 | Goud          | Goud         |           |
| CBV Binnenland Barendrecht (2005-2007) | 2005 | Goud          | Goud         |           |
| CBV Binnenland Barendrecht (2005-2007) | 2006 | Zilver        | Goud         |           |
| CBV Binnenland Barendrecht (2005-2007) | 2007 | Zilver        | Zilver       |           |
| BC Verkerk Zwijndrecht (2007-heden)    | 2008 | Zilver        |              |           |
| BC Verkerk Zwijndrecht (2007-heden)    | 2009 | Goud          | Goud         |           |
| BC Verkerk Zwijndrecht (2007-heden)    | 2010 | Zilver        | Goud         |           |
| BC Verkerk Zwijndrecht (2007-heden)    | 2011 | Goud          | Goud         |           |